# Torben Wosik
Torben Wosik (Hamm, 8 oktober 1973) is een voormalig Duits tafeltennisser. In 2003 verloor hij de finale van de Europese kampioenschappen tafeltennis van de Wit-Rus Vladimir Samsonov. Wosik is linkshandig en speelt de shakehandgreep.